# Jacek Niemir
Jacek Niemir (ur. 22 marca 1970 w Kórniku) – polski historyk, członek Kolegium IPN.

## Życiorys
W 1994 ukończył studia z zakresu historii na Uniwersytecie im. Adama Mickiewicza w Poznaniu. Pracę zawodową rozpoczął jako bibliotekarz w Bibliotece Kórnickiej PAN. W 2003 został zatrudniony w Bibliotece Publicznej m.st. Warszawy, początkowo jako starszy bibliotekarz, później objął stanowisko zastępcy dyrektora ds. ogólnych.
W 2007 z rekomendacji posłów Ligi Polskich Rodzin oraz Samoobrony został powołany przez Sejm w skład Kolegium Instytutu Pamięci Narodowej II kadencji.